# Беамуд
Беамуд (ісп. Beamud) — муніципалітет в Іспанії, у складі автономної спільноти Кастилія-Ла-Манча, у провінції Куенка. Населення — 72 особи (2010).
Муніципалітет розташований на відстані близько 160 км на схід від Мадрида, 28 км на північний схід від Куенки.

## Демографія
Динаміка населення (INE ):